# Hertha (Schiff, 1898)
Die Hertha war das zweite Schiff der Victoria-Louise-Klasse, einer Klasse von fünf Kreuzern II. Klasse der Kaiserlichen Marine, die als Panzerdeckkreuzer ausgeführt waren. 1899 wurde das Schiff zum Großen Kreuzer umklassifiziert. Die Hertha wurde besonders im Auslandsdienst sowie ab 1908 als Schulschiff eingesetzt.

## Planung und Bau
Die Planungen für die Victoria-Louise-Klasse reichen bis in das Jahr 1890 zurück. Bereits im Etat für das Haushaltsjahr 1890/91 wurden die ersten Raten für die Neubauten „K“ (später Hertha) und „L“ (später Victoria Louise) angefordert. Der Reichstag gewährte die Rate für „K“, lehnte sie für „L“ hingegen ab. Daraufhin wurde der AG Vulcan Stettin der Auftrag für das Schiff zugesichert. Mit dem Bau wurde jedoch nicht begonnen, da zwischen dem Oberkommando unter dem Chef des Stabes Kapitän zur See Alfred Tirpitz einerseits und dem Reichsmarineamt unter Admiral Friedrich von Hollmann andererseits Meinungsverschiedenheiten im Hinblick auf den zu bauenden Kreuzertyp sowie der generellen Ausrichtung der Flotte bestanden. Das Oberkommando war einer Schlachtflotte zugeneigt und benötigte entsprechend einen Aufklärungskreuzer für die Flotte. Demgegenüber wollte das Reichsmarineamt, darin auch von Kaiser Wilhelm II. unterstützt, eine Kreuzerflotte aufbauen und sah dafür neben einem kleineren ungeschützten Kreuzer ähnlich der Schwalbe einen größeren, leicht gepanzerten Kreuzer vor. Dieser sollte sich an dem gerade im Bau befindlichen Panzerdeckkreuzer Kaiserin Augusta orientieren. Als das Reichsmarineamt für den Etat 1891/92 die zweite Rate für den Neubau „K“ beantragte, wurde bekannt, dass ein Baubeginn noch nicht stattgefunden hatte. Infolgedessen verweigerte der Reichstag nicht nur die zweite Rate, sondern zog auch die Freigabe der ersten Rate wieder zurück.
In den folgenden beiden Haushaltsjahren wurde der Neubau „K“ jeweils mit vorgesehen, aber beide Male erneut abgelehnt, im Etat 1895/96 schließlich tauchte er überhaupt nicht auf. Erst im Etat 1896/97 wurde er, gemeinsam mit „L“ (später Victoria Louise) sowie „Ersatz Freya“ (später Freya), wieder eingestellt und diesmal auch bewilligt, da inzwischen die Baupläne für die neue Schiffsklasse vorlagen. Nicht unwesentlich trug auch der Einsatz des Vorsitzenden der polnischen Fraktion im Reichstag, Józef von Kościelski, zum positiven Ergebnis sowohl in der Plenarsitzung als auch in der Budget-Kommission bei. Der vormalige Reichskanzler Leo von Caprivi hatte der Fraktion verschiedene Zugeständnisse eingeräumt, so dass von Koszielski, der als Berichterstatter für Marinefragen in der Budget-Kommission nicht ohne Einfluss war, sich als Dank an den ehemaligen Chef der Admiralität besonders für Marinefragen einsetzte. Letztlich brachte ihm dies den Spitznamen Admiralski ein, die Hertha wurde im Gegenzug auch Koszielska genannt.
Das Reichsmarineamt hatte sich in seiner Vorstellung durchgesetzt und die Neubauten wurden als Panzerdeckkreuzer ausgeführt, obwohl die Entwicklung in anderen Marinen klar zum Panzerkreuzer hin verlief. Wie bereits fünf Jahre zuvor zugesichert, erhielt die AG Vulcan in Stettin den Zuschlag für den Kreuzer und legte ihn im Oktober 1895 als erstes Schiff seiner Klasse auf Kiel. Zum Stapellauf stand der Neubau jedoch erst 16 Tage nach der gut ein halbes Jahr später begonnenen Victoria Louise am 14. April 1897 bereit. Die Taufe vollzog der älteste Sohn des Prinzregenten Luitpold, der spätere König Ludwig III., wobei das Schiff den Namen Hertha erhielt. Bereits ein Jahr später, am 20. April 1898, erfolgte die Abnahmeprobefahrt von Stettin nach Kiel. Während an der dortigen Kaiserlichen Werft die Endausrüstung erfolgte, wurde die Hertha von der einlaufenden Baden leicht gerammt, ohne dass schwerwiegende Schäden entstanden.

## Erste Dienstzeit
Am 23. Juli 1898 wurde die Hertha erstmals in Dienst gestellt. An diesem Tag begannen die Probefahrten des Schiffes. Dabei wurde die übliche Meilenfahrt von Oskar Messter mit einer von ihm entwickelten Kamera aufgezeichnet. Während der Probefahrten zeigten sich erhebliche Mängel der Kesselanlage. Die eingebauten Wasserrohrkessel vom System Belleville wiesen neben anderen Schwächen eine zu kurze Flammführung zwischen den Rohren auf, wodurch Rauchfänge und Schornsteine aufgrund der noch sehr heißen Rauchgase überhitzten und allmählich in sich zusammensackten.
Trotz der offenkundigen Mängel wurde die Hertha gemeinsam mit dem Kleinen Kreuzer Hela als Begleitschiff für die Kaiseryacht Hohenzollern bestimmt, die das Kaiserpaar in den Orient bringen sollte. Die Hertha verließ am 18. September 1898 Kiel und traf, nachdem in Gibraltar Zwischenstation gemacht worden war, am 4. Oktober in Venedig ein, wo sich bereits die beiden anderen Schiffe aufhielten. Die folgende Rundreise führte nach Konstantinopel, Haifa, Jaffa, Port Said und Beirut, wo die Hertha am 11. November wieder aus dem Verband entlassen wurde. Anschließend lief das Schiff nach Kreta.
Bereits wenige Tage später musste die Hertha jedoch Genua anlaufen, um dort überholt zu werden. Die aufgrund der mangelhaften Kesselanlage auftretende ständige Überhitzung der Schornsteine hatte zu einem starken Zusammensacken ebendieser geführt, so dass sie mit Bordmitteln abgestützt werden mussten, eine Heimreise jedoch nicht mehr zu verantworten war. Die in Genua ansässige Ansaldo-Werft wurde damit beauftragt, die Konstruktionsmängel und die entstandenen Schäden zu beheben. In der Nacht vom 26. auf den 27. November erlitt der Kreuzer noch vor dem Eindocken weitere Beschädigungen, als sich während eines Orkans Teile der Vertäuung lösten und das Schiff mit einem Dampfer kollidierte, wobei unter anderem Bootsdavits abgerissen wurden. Die Reparaturen zogen sich schließlich bis Ende März 1899 hin.

## Dienst im Ostasiengeschwader

Gemälde der Hertha im Ursprungszustand

Noch während die Hertha in Genua an der Werft lag, erhielt der Kreuzer, inzwischen neu als Großer Kreuzer klassifiziert, den Befehl zur Verlegung nach Ostasien. Das Schiff sollte das dortige Kreuzergeschwader verstärken. Diese Reise konnte am 14. April 1899 angetreten werden. Über mehrere Zwischenhäfen erreichte die Hertha am 21. Mai Singapur und damit das Gebiet der Ostasiatischen Station, am 8. Juni schließlich den neuen Liegehafen Tsingtau. Der Kreuzer löste dort die alte Panzerfregatte Kaiser ab und wurde vorübergehend Flaggschiff des Zweiten Admirals des Geschwaders, Konteradmiral Ernst Fritze.
In den folgenden Monaten unternahm die Hertha, zeitweise von weiteren deutschen Schiffen begleitet, einige Reisen durch das nördliche Stationsgebiet und traf schließlich am 4. November in Amoy ein, wo ein Treffen mit ihrem Schwesterschiff Hansa und dem Geschwaderflaggschiff Deutschland stattfand. Zwei Tage später wechselte der Zweite Admiral auf die Hansa, da die Hertha als neues Geschwaderflaggschiff vorgesehen war. Zuvor ging das Schiff jedoch für drei Monate nach Hongkong an die Werft, während die Deutschland mit dem bisherigen Geschwaderchef, Prinz Heinrich von Preußen, die Heimreise antrat. Am 17. Februar 1900 setzte sein Nachfolger, Vizeadmiral Felix Bendemann, seine Flagge auf der Hertha. Das Kreuzergeschwader bestand zu diesem Zeitpunkt neben der Hertha und der Hansa aus der Kaiserin Augusta sowie den Kleinen Kreuzern Gefion und Irene, zusätzlich waren ihm die beiden Kanonenboote Iltis und Jaguar unterstellt.
Nachdem der Geschwaderchef Anfang April seinen Antrittsbesuch beim japanischen Kaiser Mutsuhito gemacht hatte, traf sich die Hertha am 23. April mit den übrigen Kreuzern des Geschwaders in Tsingtau, um in den folgenden Tagen Verbandsübungen durchzuführen. Anschließend führten sie Reisen durch das Stationsgebiet durch, wobei die Hertha gemeinsam mit der Gefion den Jangtse bis Hankau befuhr. Anfang Juni sollte der Große Kreuzer vor Tanggu ankern, da Vizeadmiral Bendemann gemeinsam mit dem deutschen Abgesandten in Peking, Freiherr Clemens von Ketteler, einen Besuch am chinesischen Kaiserhof plante. Zu diesem kam es jedoch nicht mehr, da am 29. Mai die ersten Nachrichten von schweren Unruhen zwischen Peking und Tientsin eintrafen.

### Einsatz während des Boxeraufstandes
Vorsorglich baten verschiedene Gesandtschaften um die Verstärkung ihrer Schutzwachen und um die Vorbereitung einer etwaigen Evakuierung an die Küste. Freiherr von Ketteler forderte darüber hinaus die Entsendung von Kriegsschiffen nach Tanggu an. Entsprechend traf die Iltis am 31. Mai vorzeitig dort ein und stellte am 4. Juni zwei Offiziere und 30 Mann zum Schutz der deutschen Niederlassung in Tientsin ab. Die anderen Schiffe des Geschwaders, mit Ausnahme der als Wachtschiff in Tsingtau zurückbleibenden Irene, wurden vom Geschwaderchef ebenfalls nach Tanggu beordert, wo die Hertha am 8. Juni eintraf.
Die Entwicklung im Pekinger Gesandtschaftsviertel, wohin inzwischen über 3.000 Menschen geflüchtet waren und das sowohl von Boxern als auch von regulären chinesischen Truppen angegriffen wurde, veranlasste den britischen Befehlshaber, Admiral Edward Hobart Seymour, einen Teil der Besatzungen seiner Schiffe einzusetzen, um den bedrohten Gesandtschaften zu Hilfe zu kommen. Seymour bat die Befehlshaber der anderen anwesenden Kriegsschiffe, seinem Beispiel zu folgen. So kam eine insgesamt 2.129 Mann starke internationale Truppe zusammen, an der die deutschen Schiffe mit 20 Offizieren, zwei Ärzten und 487 Mann beteiligt waren. Das Landungskorps der Hertha umfasste vier Offiziere und 120 Mannschaften unter Führung von Kapitän zur See Guido von Usedom, der auch den Befehl über das gesamte deutsche Aufgebot innehatte. Am 10. Juni verließ die Truppe unter dem Befehl von Admiral Seymour Tonggu in Richtung Peking, erreichte ihr Ziel jedoch nicht. Bereits am 12. Juni musste die Unternehmung abgebrochen werden, da die Bahnlinie nach Peking durch die Chinesen gesprengt worden war und auch der Nachschub bedroht wurde. Am 19. Juni schließlich trat der Verband den Rückmarsch an. Während eines Rückzugsgefechts erhielt von Usedom den bekannt gewordenen Befehl „The Germans to the front!“, woraufhin die deutschen Soldaten die vorderste Kampflinie übernahmen. Im Verlauf desselben Gefechts wurde der spätere Befehlshaber der Grand Fleet in der Skagerrakschlacht, John Jellicoe, verwundet und von Usedom nahm dessen Stellung ein. Das Landungskorps der Hertha verlor während des Vorstoßes insgesamt vier Matrosen, drei von ihnen erlagen nach mehreren Tagen ihren erlittenen Verletzungen.

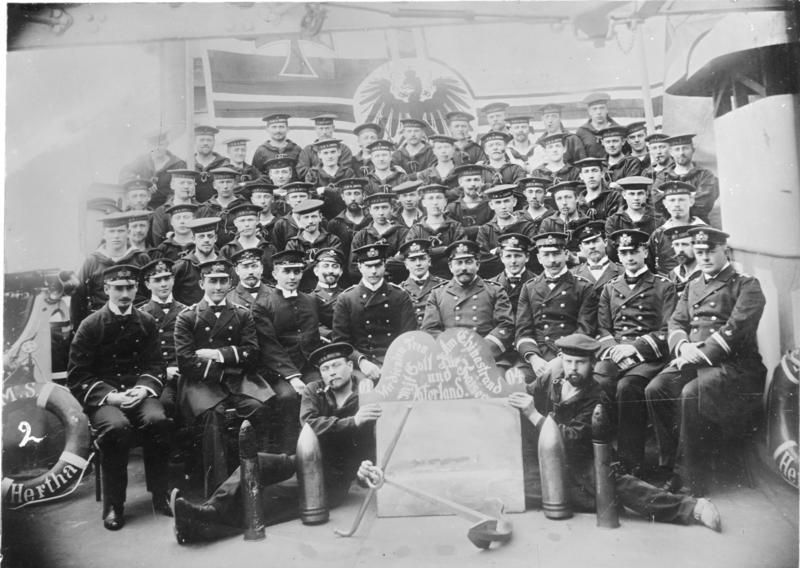
Matrosen der Hertha während des Einsatzes in China

Unterdessen organisierte Vizeadmiral Bendemann eine weitere internationale Truppe, die unter dem Befehl des Kommandanten der Hansa, Kapitän zur See Hugo von Pohl stand und mit Unterstützung mehrerer Kanonenboote, darunter die Iltis, am 17. Juni die Taku-Forts einnahm. Dies war nötig, um den Nachschub für die Truppe Seymours zu sichern. Außerdem wurde die Anlandung weiterer Truppen nötig, um in das von insgesamt 859 Mann verteidigte Tientsin durchbrechen zu können. Dies gelang am 23. Juni, wobei von der Hertha insgesamt vier Unteroffiziere und 69 Mannschaften unter dem Befehl von Kapitänleutnant Adolf von Trotha eingesetzt wurden. Die Entsetzungstruppen konnten sich mit der Truppe Admiral Seymours vereinigen und bis zum 18. Juli den letzten Widerstand in Tientsin brechen. An diesem Tag wurden die deutschen Landungsverbände bis auf 300 Mann zurückgezogen und wieder an Bord ihrer Schiffe gebracht.
Das Scheitern des Vorstoßes von Admiral Seymour hatte die Entsendung stärkerer britischer, russischer, US-amerikanischer, japanischer, französischer und deutscher Truppen zur Folge. Die deutschen Expeditionstruppen wurden dem Chef des Ostasiengeschwaders unterstellt, zusätzlich die 1. Division des I. Geschwaders, bestehend aus den Schiffen der Brandenburg-Klasse, sowie der neue Panzerkreuzer Fürst Bismarck nach China in Marsch gesetzt. Die deutschen Einheiten erreichten China jedoch viel zu spät, da bereits am 4. August ein ca. 20.000 Mann starker internationaler Verband nach Peking aufbrach und die Stadt am 14. August erreichte. Zu diesem gehörte das 195 Mann starke Landungskorps der Hansa. Aufgrund des für Bendemann überraschenden schnellen Vormarsches nach Peking wurden den internationalen Truppen zusätzlich weitere 200 Mann der Hansa sowie 150 Mann der Hertha unter dem Kommando von Kapitän zur See von Pohl nachgesandt, welche Peking am 18. August und damit mit vier Tagen Verspätung erreichten. Die Landungskorps wurden am 5. September durch aus Deutschland eingetroffene Truppen abgelöst und kehrten auf ihre Schiffe zurück.
Am 17. August 1900 wurde die Hertha von der Fürst Bismarck als Geschwaderflaggschiff abgelöst. Der Panzerkreuzer behielt diese Funktion bis 1909. Die Hertha lief nach Rückkehr ihres Landungskorps mehrere mittelchinesische Häfen an und hatte schließlich Generalfeldmarschall Alfred von Waldersee, der fortan den Oberbefehl über die deutschen Truppen in China übernahm, nach Tanggu zu bringen. Kapitän zur See von Usedom wurde aufgrund seiner Erfahrung zum Stabschef von Waldersees, sodass der Erste Offizier, Kapitänleutnant Hecht, bis Ende Oktober das Kommando über den Kreuzer übernahm. Die restliche Zeit des Jahres lag die Hertha zumeist vor Tanggu auf Reede, war jedoch am 1. Oktober an der Niederkämpfung von Küstenforts nahe Schanheikwan beteiligt und besuchte Yantai und Tsingtau. Nach Anfang Oktober erfolgte kein weiterer kriegerischer Einsatz des Kreuzers. Die Hertha hatte im gesamten Einsatz während des Boxeraufstands sieben Tote zu beklagen.

### Weiterer Einsatz in Ostasien
Das Jahr 1901 brachte zunächst in seiner ersten Hälfte weitere Einsätze entlang der chinesischen Küste. Vom 8. bis zum 16. Juni brachte die Hertha Generalfeldmarschall von Waldersee nach Kōbe zu einem Besuch des japanischen Kaisers und anschließend nach Nagasaki, von wo aus der Graf die Heimreise antrat. Es folgte eine längere Werftliegezeit in Tsingtau und anschließend eine weitere Japanreise. Vom 21. Oktober 1901 bis zum 19. Februar 1902 wurde der Kreuzer erneut Geschwaderflaggschiff, da die Fürst Bismarck in der Werft lag. Vom 25. März bis zum 5. Mai 1902 wurde die Hertha in Yokosuka einer Grundreparatur unterzogen, um anschließend für längere Zeit in Tsingtau zu verweilen. Nachdem das Schiff erneut japanische Häfen besucht hatte, geriet es am 9. September östlich von Taiwan in einen Taifun, der einen erheblichen Wassereinbruch an Bord verursachte. In der Folgezeit lief der Kreuzer im Rahmen der Repräsentationsaufgaben des Ostasiengeschwaders verschiedene Häfen auf den Philippinen und in Indonesien sowie Singapur an.

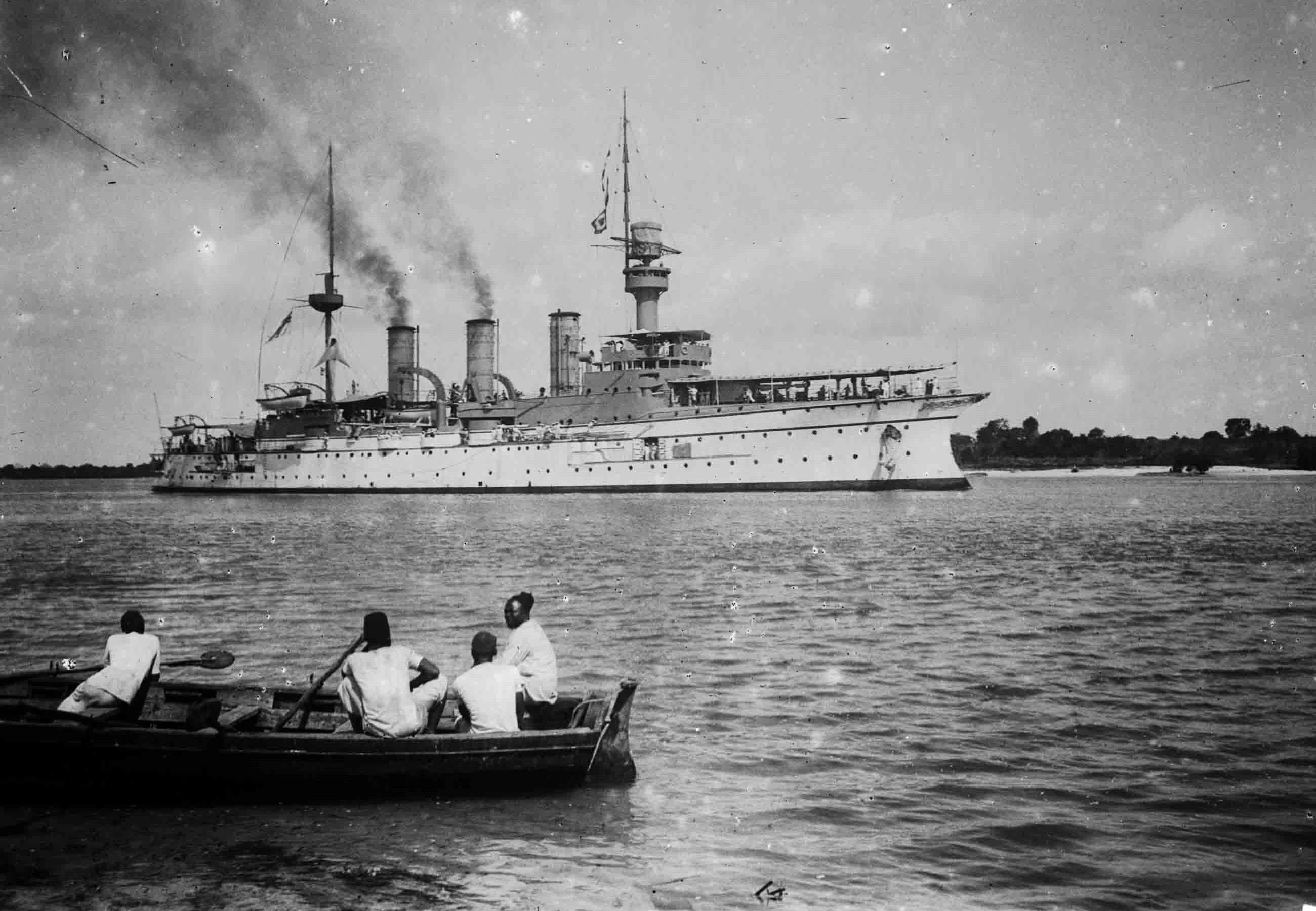
Die Hertha auf der Reede im Hafen Daressalam

Anfang 1903 wurde die Hertha in Nagasaki der Jahresüberholung unterzogen und hielt sich anschließend vier Monate in Tsingtau auf. In der zweiten Jahreshälfte besuchte das Schiff mehrere russische, koreanische und japanische Häfen. Im Folgejahr unternahm die Hertha neben dem üblichen Stationsdienst gemeinsam mit der Fürst Bismarck eine Fahrt auf dem Jangtse bis nach Wuhan. Im Mai lag sie in Tientsin, von wo der an Bord dienstleistende Kaisersohn Prinz Adalbert nach Peking zu einer Audienz am Kaiserhof reiste. Im Laufe des Jahres zeigte sich die Notwendigkeit einer Grundüberholung. Zu diesem Zweck wurde die Hertha nach fünf Jahren in Ostasien nach Deutschland zurück befohlen und verließ am 31. Dezember 1904 das Stationsgebiet. Auf der Heimreise besuchte das Schiff unter anderem Daressalam in Deutsch-Ostafrika und traf am 5. April 1905 für drei Tage mit der Hohenzollern im Mittelmeer zusammen. Am 12. Mai wurde der Kreuzer schließlich in Kiel außer Dienst gestellt.

## Dienst als Schulschiff

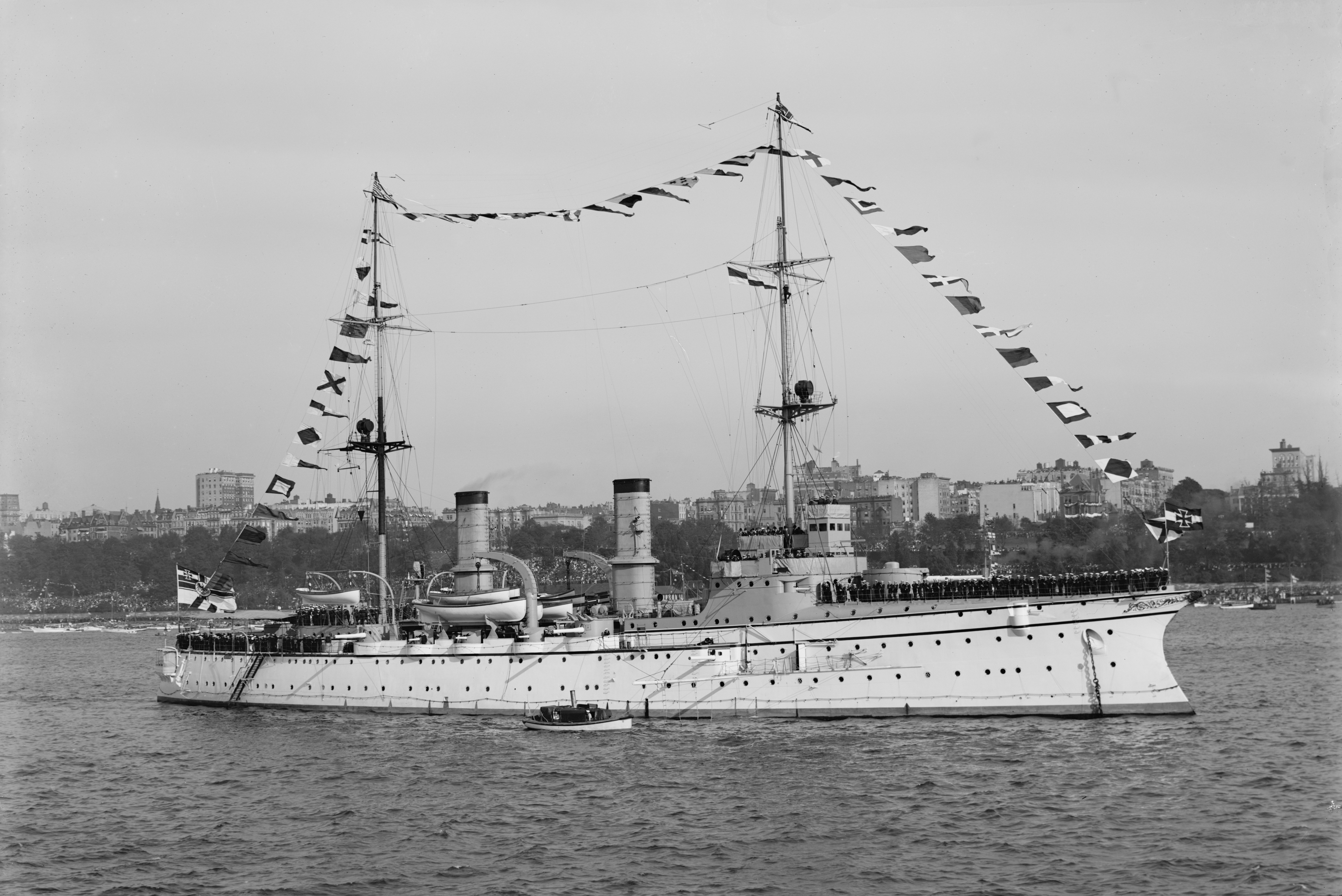
Die Hertha als Schulschiff 1909 in New York

Das Alter der als Schulschiffe eingesetzten Kreuzerfregatten der Bismarck-Klasse bedingte einen Ersatz dieser Schiffe durch neuere Einheiten. Da der Kaiserlichen Marine für den Neubau von Spezialschiffen das Geld fehlte, griff man auf die Schiffe der Victoria-Louise-Klasse zurück, die, obwohl erst wenige Jahre im Einsatz, durch die militärtechnische Entwicklung bereits überholt waren. Die Hertha wurde ab 1906 im Zuge der Grundreparatur von der Kaiserlichen Werft in Kiel zum Schulschiff umgebaut. Dabei wurde die Kesselanlage erneuert und anstelle der zwölf ursprünglichen Belleville- acht sogenannte Marinekessel, eine Eigenentwicklung der Kaiserlichen Marine, eingebaut. Dies hatte den Wegfall eines Schornsteins zur Folge. Da auch der schwere Gefechtsmast durch einen Pfahlmast ersetzt wurde, änderte sich die Silhouette des Schiffs deutlich. Weiterhin wurde die Bewaffnung des Schiffs geändert. Der Umbau dauerte bis Anfang 1908 und kostete insgesamt 2.527.000 Mark.
Am 7. April 1908 wurde die Hertha wieder in Dienst gestellt und nahm die Tätigkeit eines Schulschiffs auf. Vom 6. bis zum 11. Juni unternahm sie eine Fahrt nach Bornholm und Swinemünde, wobei sich Prinz Ludwig von Bayern, der Taufpate des Schiffs, an Bord befand. Nach einem kurzen Besuch von Bremerhaven schloss sich eine erste längere Ausbildungsfahrt an, die in norwegische, schottische und irische Gewässer führte, wo mehrere Häfen angelaufen wurden, und weiter über Palma de Mallorca nach Funchal und Las Palmas. Es schloss sich eine Rundfahrt im Mittelmeer an, bei der Alexandria und mehrere italienische Häfen angelaufen wurden.
Als die Hertha am 30. Dezember vor Korfu ankerte, um dort mit der Victoria Louise zusammenzutreffen, erreichte die Nachricht von dem Erdbeben, das sich zwei Tage zuvor in der Straße von Messina ereignet hatte, das Schiff. Umgehend wurden 20 t Lebensmittel sowie Decken, Mäntel und sonstiges Hilfsmaterial geladen und nach Messina verbracht, wo die Hertha am Folgetag ankam. Die Victoria Louise folgte, ebenfalls mit Hilfsgütern beladen, zwei Tage später. Außer den beiden deutschen waren sechs britische, je fünf russische und französische sowie ein dänisches Kriegsschiff an den Hilfeleistungen beteiligt. Der Kommandant der Hertha, Kapitän zur See Hugo Louran, koordinierte den Einsatz der deutschen Maßnahmen. Bereits am 1. Januar 1909 überführte sein Kreuzer 120 Schwerverletzte nach Neapel. Am 2. Januar war die Besatzung mit der Bergung Verschütteter sowie von Material aus dem zerstörten deutschen Konsulat beschäftigt. Die Hilfeleistungen, an denen sich auch die NDL-Dampfer Bremen und Therapia sowie der Hamburger Bergungsdampfer Salvator beteiligten, dauerten bis zum 5. Januar an. Ab diesem Tag waren die italienischen Behörden in der Lage, die weitere Katastrophenhilfe selbst zu organisieren und die ausländischen Schiffe stellten ihr Engagement nach und nach ein. Königin Margarethe stattete der Hertha einen Besuch ab und König Viktor Emanuel III. erwähnte das Schiff in seinem Tagesbefehl für den 5. Januar und sprach der Besatzung seinen Dank aus. Darüber hinaus stiftete der italienische Flottenverein eine Gedenktafel, die an Bord des Kreuzers aufgestellt wurde. Dieser verließ Messina noch am selben Tag und ankerte tags darauf erneut vor Korfu.
Die Hertha trat am 23. Januar 1909 die Heimreise an und erreichte über mehrere Zwischenstationen am 15. März Kiel. Vom 5. Juni ab war das Schiff zunächst in deutschen, später in norwegischen Gewässern auf Ausbildungsreise. Am 7. August trat es die zweite Winterreise an, die zunächst nach New York führte, wo das Schiff gemeinsam mit der Victoria Louise sowie den Kleinen Kreuzern Bremen und Dresden vom 26. September bis zum 9. Oktober an den Hudson-Fulton-Feierlichkeiten teilnahmen. Anlass für diese Feier waren 300 Jahre Erstbefahrung des Hudson sowie die Patentierung des von Robert Fulton gebauten Dampfschiffes Clermont, das rund 100 Jahre zuvor den Betrieb zwischen New York und Albany aufgenommen hatte. Anschließend führte die Reise in die Karibik, wo die Hertha Anfang Januar 1910 den vor Kingston festgekommenen HAPAG-Dampfer Prinz Joachim von Preussen freischleppte. Am 8. März 1910 war das Schiff schließlich wieder in Kiel zurück.
Die Ausbildungsfahrten während des Sommers 1910 führten nach Norwegen und in die Ostsee, die vom 15. August bis zum 7. März 1911 währende Winterreise in das Mittelmeer. Während des Sommers 1911 wurde eine Reise durch die Ostsee nach Stockholm sowie in norwegische und schottische Gewässer unternommen, die Winterreise führte nach Westindien und war am 11. März 1912 beendet.
Nach erneuten Fahrten in der Ostsee trat die Hertha Anfang August 1912 ihre fünfte Winterreise an, die nach den Azoren führte. Dort ließ der Kommandant des Schulschiffs einige Matrosen des Dampfers Lotte Menzel wegen Meuterei verhaften, die später in Funchal an ein nach Deutschland fahrendes Schiff abgegeben wurden. Am 2. November 1912 erhielt die Hertha den Befehl, ins östliche Mittelmeer zu gehen, um dort für den Schutz deutscher Staatsangehöriger während des ausgebrochenen Ersten Balkankrieges zur Verfügung zu stehen. Das Schiff wurde der neu gebildeten Mittelmeerdivision unter Konteradmiral Trummler zugeteilt, deren Flaggschiff die Goeben wurde. Die Hertha besuchte mehrere Häfen im östlichen Mittelmeer, schied jedoch Mitte Februar 1913 wieder aus dem Verband aus und trat die Heimreise an. Am 7. März war das Schiff in Kiel zurück, wo es überholt wurde.
Am 29. Mai 1913 setzte die Hertha das Ausbildungsprogramm fort und trat die Sommerreise an, die bis Norwegen führte. Am 3. August traf das Schulschiff in Wilhelmshaven ein und bereitete die zwölf Tage später beginnende Winterreise vor. Diese führte zunächst nach Halifax und anschließend vom 21. Oktober bis zum 2. November nach Veracruz. Da dort Unruhen ausgebrochen waren, hatte die Hertha den Schutz deutscher Staatsangehöriger sowie deutscher Wirtschaftsinteressen zu sichern. Nach einem Besuch der Antillen erreichte das Schiff am 13. März 1914 Kiel. Die letzte Ausbildungsreise trat die Hertha mit 75 Seekadetten des Jahrganges 1914 an Bord am 2. Juni an. Dabei war das Schiff in der westlichen und mittleren Ostsee, anschließend in norwegischen und schottischen Gewässern unterwegs. Vom 22. bis zum 25. Juli ankerte die Hertha in Edinburgh und war damit das letzte Schiff der Kaiserlichen Marine, das vor Ausbruch des Ersten Weltkrieges einen britischen Hafen besuchte.

## Einsatz im Ersten Weltkrieg
Der Kriegsausbruch verhinderte die vorgesehene Atlantikreise. Stattdessen wurde die Hertha der unter dem Kommando von Konteradmiral Gisberth Jasper stehenden V. Aufklärungsgruppe in der Nordsee zugeteilt, zu der noch die Victoria Louise, die Vineta sowie das Flaggschiff Hansa gehörten. Bereits nach wenigen Tagen wurde der Verband in die Ostsee verlegt, um dort Bewachungsaufgaben in der westlichen und mittleren Ostsee zu übernehmen. Vom 24. bis zum 26. Oktober wurde die Hansa zu einer Unternehmung in der östlichen Ostsee herangezogen, die in den Finnischen Meerbusen führen sollte. Zu dieser hatte sich Konteradmiral Jasper auf der Hertha eingeschifft, da die Hansa aufgrund eines Schadens die Werft in Danzig aufsuchen musste. Die Unternehmung wurde wegen gemeldeter gegnerischer U-Boote vorzeitig abgebrochen und die Hertha kehrte nach Swinemünde zurück. Am 30. Oktober verließ das Schiff den Hafen in Richtung Kiel. Die aufgrund des mangelhaften Schutzes hohe Anfälligkeit der Schiffe der Victoria-Louise-Klasse gegen Minen- und Torpedotreffer und des ohnehin geringen Kampfwertes ließen einen weiteren Einsatz nicht sinnvoll erscheinen, weshalb die ehemalige V. Aufklärungsgruppe, zwischenzeitlich zur Schulkreuzerdivision umgewandelt, zum 16. November 1914 aufgelöst wurde. Die Hertha wurde am selben Tag außer Dienst gestellt.

## Verbleib
Ein weiterer Einsatz der Hertha erfolgte nicht. Das Schiff diente bis Kriegsende der Flugstation in Flensburg als Wohnschiff, wurde am 6. Dezember 1919 schließlich aus der Liste der Kriegsschiffe gestrichen und im Folgejahr in Audorf bei Rendsburg abgewrackt.

## Kommandanten
| 23. Juli 1898 bis 27. September 1900 | Korvettenkapitän / Fregattenkapitän / Kapitän zur See Guido von Usedom |
| 27. September bis 28. Oktober 1900   | Kapitänleutnant Max Hecht (in Vertretung)                              |
| 28. Oktober 1900 bis 15. März 1902   | Fregattenkapitän / Kapitän zur See Carl Derzewski                      |
| 16. März 1902 bis 29. November 1903  | Kapitän zur See Friedrich Ingenohl                                     |
| 29. November 1903 bis 12. Mai 1905   | Kapitän zur See Malte von Schimmelmann                                 |
| 7. April 1908 bis 31. März 1909      | Kapitän zur See Hugo Louran                                            |
| 1. April 1909 bis April 1911         | Fregattenkapitän / Kapitän zur See Walter Engelhardt                   |
| April 1911 bis 31. März 1913         | Fregattenkapitän / Kapitän zur See Ernst-Oldwig von Natzmer            |
| 1. April 1913 bis 16. November 1914  | Fregattenkapitän / Kapitän zur See Heinrich Rohardt                    |

## Bekannte Besatzungsangehörige
- Friedrich Ruge (1894–1985), war von 1956 bis 1961 erster Inspekteur der Marine